# Gangster Disciples

Symbol gangu

Gangster Disciples – chicagowski gang uliczny założony w 1968 r. przez Larry'ego Hoovera.  W swoich szeregach mają przeszło 60 tysięcy członków z całej Ameryki, w większości pochodzenia afroamerykańskiego.  Zajmując się przede wszystkim sprzedażą narkotyków, rozbojem, itp.  